# Ceraphron dichromus
Ceraphron dichromus är en stekelart som beskrevs av Paul Dessart 1981. Ceraphron dichromus ingår i släktet Ceraphron och familjen pysslingsteklar. Inga underarter finns listade i Catalogue of Life.